# Irony (canção de ClariS)
"Irony" é uma música da ClariS, usada como tema de abertura do anime Ore no Imōto ga Konna ni Kawaii Wake ga Nai. Kz foi responsável pela composição, arranjo e produção da canção. Foi lançada em 20 de outubro de 2010 pela SME Records como primeiro single da ClariS.

## Antecedentes
Em preparação para o lançamento da LisAni!, uma revista de música publicada pela Sony Magazines através da Sony Music Entertainment Japan, os editores queriam descobrir novos talentos para serem mostrados em sua edição de estreia. Kz foi selecionado para compor uma canção para a revista, por causa das suas músicas originais postadas no site de compartilhamento Niconico. Assim, os editores da LisAni! decidiram usar o Niconico para descobrir um novo cantor. Depois de uma longa busca por  jovens cantores no site, o crítico de música, Akihiro Tomita, deparou-se com os covers de Clara e Alice, as quais foram escolhidas para cantar a música para a revista. Tomita, logo em seguida, falou com Kz, para ele compor a música de estreia das meninas.

## Composição
Quando escreveu a música, Kz queria que fosse transmitido um sentimento alegre e que tivesse uma impressão de "estudante do primeiro ano do colegial", em vez de uma sensação mais madura. Para compor, ele tentou passar os sentimentos que adolescentes normais do colegial possuem. De acordo com Alice, as letras expressam os sentimentos típicos de garotas adolescentes como ela e Clara diz que a letra retrata os sentimentos dos adolescentes, que insistem em negar o que sentem pela pessoa que amam, quando deviam ser mais honestos consigo mesmos. Clara acha que as letras se encaixam perfeitamente com Kirino Kosaka de Ore no Imōto ga Konna ni Kawaii Wake ga Nai e que elas se identificaram com a música, o que tornou o processo de gravação mais fácil. A letra conta a história de uma menina que quer se aproximar da pessoa que ama, mas tem dificuldade de transmitir seus sentimentos.

## Lançamento e recepção
"Irony" foi lançada em uma edição regular e duas edições limitadas em 20 de outubro de 2010 como um CD pela SME Records no Japão. Uma das versões limitadas continha obras de arte de Ore no Imōto ga Konna ni Kawaii Wake ga Nai e também uma versão curta de "Irony", em vez de sua versão instrumental. A outra versão limitada vinha com um DVD contendo o videoclipe de "Irony". A música ficou na 7ª posição na parada semanal de singles da Oricon e permaneceu entre os mais vendidos por 27 semanas. "Irony" estreou e conquistou a 55ª posição no Billboard Japan Hot 100. Em abril de 2013, "Irony" recebeu o certificado de ouro pela Recording Industry Association of Japan (RIAJ) por ultrapassar a venda de 100,000 cópias.

## Desempenho nas paradas
| Parada (2010)                   | Melhor Posição |
| ------------------------------- | -------------- |
| Japão (Billboard Japan Hot 100) | 55             |
| Japão (Oricon)                  | 7              |